# Hermetic Society

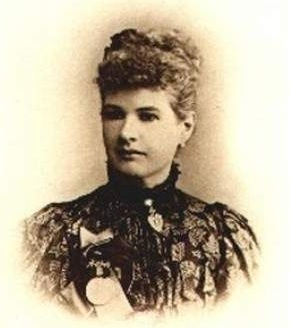
Dr. Anna Kingsford

L'Hermetic Society fut une société initiatique fondée par Anna Kingsford le 9 mai 1884 afin de développer une spiritualité nouvelle par l'étude principalement du christianisme ésotérique.

## Histoire

### Création
Anna Kingsford dans sa quête spirituelle s'était d'abord tournée vers la théosophie. Accueillie à bras ouverts par la Société théosophique, elle avait pris la présidence de la Loge londonienne de cette société en 1883. Cependant, elle s'était rapidement heurtée au concept des révélations par les Mahatmas. Une controverse avec Alfred Percy Sinnett auteur d’Esoteric Buddhism avait tourné à l'affrontement. En avril 1884, Anna Kingsford avait pris la tête d'une loge hermétique de la société théosophique. Dès sa deuxième réunion, la loge se transforma en Hermetic Society, transformation entérinée le 9 mai suivant.

### Travaux
L'Hermetic Society commença donc en tant que « Loge hermétique de la Société théosophique ». La première réunion de la loge eut lieu le 9 mai 1884, chez Charles Carleton Massey. Parmi les personnes présentes, outre Anna Kingsford, Edward Maitland, Charles Carleton Massey et Henry Steel Olcott, se trouvait Oscar Wilde accompagné de son frère et de sa mère chez qui Anna Kingsford avait déjà été reçue. Après la décision d'Olcott d'interdire aux théosophes d'appartenir aux deux loges, le 9 mai 1884, la loge hermétique se transforma définitivement en Société hermétique. Lors de cette première séance, elle donna son interprétation, publiée ensuite dans Dreams and Dream Stories de la légende de Saint Georges et le dragon : le dragon est le matérialisme, la jeune femme l'âme humaine que la société sacrifie au dieu de la consommation et Saint Georges est Hermès.

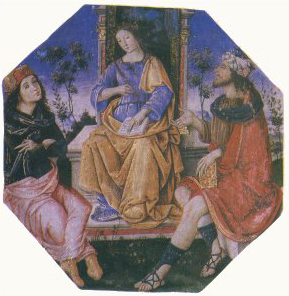
Isis, entre Hermès Trismégiste et Moïse.

Les orateurs lors des réunions de l’Hermetic Society furent Anna Kingsford et Edward Maitland, Charles Carleton Massey (qui avait lui aussi démissionné de la Theosophical Society, mais aussi Arthur Lillie, un ancien officier de l'armée des Indes britanniques et spécialiste du bouddhisme, ou le poète Roden Noel. Au printemps 1885, l'affluence moyenne aux conférences était de trente-cinq personnes. Les comptes rendus des réunions étaient publiés dans le journal spiritualiste Light. Les conférences d'Anna Kingsford furent reprises dans The Credo of Christendom publié après son décès en 1916. MacGregor Mathers participa aux travaux de l’Hermetic Society en 1886 et donna une conférence sur la Kabbale le 3 juin. Quant à William Wynn Westcott, il vint parler du Sefer Yetsirah. Les réunions rassemblaient alors jusqu'à cinquante personnes.

### Présidents
Après la mort d'Anna Kingsford, la société fut dirigée par William Butler Yeats.

## But
Anna Kingsford et son compagnon spirituel Edward Maitland désiraient développer un « christianisme ésotérique » fondé sur l'étude des traditions occultes occidentales plutôt qu'orientales. Ces recherches se faisaient dans la lignée des travaux qu'Anna Kingsford avait publiés sous le titre The Perfect Way, or Finding of Christ en 1882.
Elle désirait utiliser cette Hermetic society pour faire repartir l'Église à zéro, grâce à une nouvelle « Église ésotérique ». Pour elle, l'Église chrétienne avait perdu de vue ses éléments fondamentaux issus de l'ésotérisme païen, principalement ceux des cultes à mystères hermétiques égyptiens ou grecs. Elle considérait la révélation christique comme la descendante et l'héritière de ces cultes et non comme la concurrent qui devait l'éliminer. L'étude du néo-platonisme, du gnosticisme des textes platoniques, pythagoriciens ou hermétiques, de la Kabbale ou du soufisme montrait pour elle que le christianisme participait d'un mouvement plus vaste et plus ancien. Elle voulait que les membres de sa société hermétique travaillassent à nettoyer le christianisme de tous les ajouts et distorsions qui s'y étaient agrégés depuis l'origine. Ainsi, ils en retrouveraient la doctrine originelle et réelle. Là se trouvait son principal point de désaccord avec les théosophes : pour eux l'étude des traditions ésotériques et occultes prouvaient les absurdités du christianisme et donc sa disqualification. Pour Anna Kingsford au contraire, cela montrait la capacité du christianisme à participer au renouveau religieux.

## Postérité
L'Ordre hermétique de l'Aube dorée doit beaucoup à l'Hermetic society.

## Sources
- (en) Janet Oppenheim, The other world : Spiritualism and psychical research in England, 1850-1914, Cambridge, Cambridge University Press, 1985, 503 p. (ISBN 0-521-26505-3)
- (en) Alex Owen, The Place of Enchantment : British Occultism and the Culture of the Modern, Chicago, University of Chicago Press, 1989, 335 p. (ISBN 0-226-64201-1)
- (en) Alan Pert, Red Cactus : The Life of Anna Kingsford, Alan Pert, 2006, 231 p. (ISBN 978-1-74018-405-2, lire en ligne)